# Шмандт-Бессера, Дениз
Дениз Шмандт-Бессера (фр. Denise Schmandt-Besserat; род. 10 августа 1933) — франко-американский археолог, бывший профессор искусства и археологии древнего Ближнего Востока.

## Образование
Шмандт-Бессера училась в Школе Лувра.

## Карьера
Шмандт-Бессера работала над происхождением письма, расчетами и характером управления информационными системами в обществе. Её публикации на эти темы включают
- «Перед письменностью» (2 тома), University of Texas Press 1992;
- «Как возникла письменность», University of Texas Press, 1996;
- «История исчисления», Morrow Jr. 1999
- «Когда письменность встретилась с искусством» (University of Texas Press, 2007), а также:
- многочисленные статьи в ведущих научных и популярных журналах, среди которых: «Science», «Scientific American», «Archaeology», «American Journal of Archaeology» и «Archaeology Odyssey».

Её работы были широко распространены в средствах массовой информации («Scientific American», «Time», «Life», «New York Times», «Washington Post», «Los Angeles Times», «Christian Science Monitor».) Её показывали в нескольких телевизионных программах, таких как: «Из прошлого» (Discovery Channel), «Открытие»(Disney Channel), «Природа вещей» (CBC), «Поиск решений» (PBS), и «Говорить правду» (NBC).
Вплоть до 2004 года она занимала должность профессора истории и искусства Древнего Ближнего Востока в Университете Техаса в Остине .
В своей последней книге «Когда письменность встретилась с искусством» (2007), Шмандт-Бессера исследовала влияние грамотности на визуальное искусство. Она показала, что перед написанием, искусство древнего Ближнего Востока в основном состояло из повторяющихся мотивов. Но после написания, такие условности Мессопотамской рукописи, как семантическое использование формы, размера, порядка и размещение знаков на дощечке, использовались, чтобы изобразить суть сложных визуальных рассказов. Она также одновременно подчеркивает, что искусство сыграло решающую роль в эволюции написания от простой системы учета к литературе, когда погребальные надписи и обещания начали размещаться на памятниках искусства.
Настоящим интересом Шмандт-Бессера когнитивные аспекты формальной системы, которая функционировала для улучшения работы человеческого мозга для сбора, обработки, хранения и извлечения данных. Она показывает, как обработка увеличение объёма данных через тысячи лет заставит людей думать более абстрактно. Она также продолжает делать свои исследования относительно символики неолита на месте Айн-Газаль, недалеко от Аммана, в Иордании, где изучала, в частности, статуи Айн-Газаля.